# Maurizio Turco
Maurizio Turco (Taranto, 18 aprile 1960) è un politico italiano.
Dal 7 luglio 2019 è Segretario del Partito Radicale, eletto durante il 41º Congresso ordinario del Partito, svoltosi a Roma; è anche Presidente della Lista Marco Pannella, in quanto tale è editore di Radio Radicale, è Presidente dell'associazione radicale Anticlericale.net.

## Biografia
Nel 1979 ottiene presso l'ITAS Basile-Caramia di Locorotondo il diploma di perito agrario specializzato in viticoltura ed enologia; in seguito ottiene il DIU d'études supérieures de 3 ème cycle en Droits Fondamentaux à l'Université de Nantes. Dal 1979 è iscritto all'albo professionale dei periti agrari e ha svolto la libera professione in Puglia e Sicilia.
A partire dal 1979, ha fatto parte dei comitati nazionali di coordinamento delle campagne referendarie ed elettorali. Sempre nel 1979, in occasione del suo primo voto, decide di fare campagna elettorale per Leonardo Sciascia, capolista alle elezioni europee per il Partito Radicale.
È stato promotore e presidente della Consulta pugliese contro lo sterminio per fame (1980/1985); tra i promotori e presidente della "Lista Verde" di Puglia (1983/1984); tra i promotori della Lista civica "Salva la cozza" al Comune di Taranto (1988).
Dal 1983 è stato candidato alle elezioni europee, politiche e regionali nelle liste promosse da Marco Pannella e dal Partito Radicale (Partito radicale, Lista Verde, Lista Antiproibizionista, Lista Pannella, Lista Bonino, la Rosa nel Pugno, lista Amnistia Giustizia Libertà).
Nel 1984 è divenuto membro della segreteria nazionale del Partito Radicale, mentre nel 1985 è stato arrestato ad Ankara per aver tenuto con Gianfranco Spadaccia e Gaetano Dentamaro una manifestazione nel quarantennale della bomba su Hiroshima.

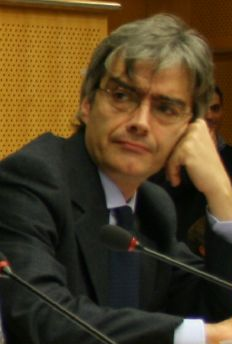
Turco al Consiglio Generale del Partito Radicale Transnazionale nel 2006

Come giornalista, è stato redattore (1985-1986) e direttore (1987) di Notizie radicali.
Ha promosso il CoRA-PAA Parliamentarians for Antiprohibitionist Action (1994) e il CoRA-OLD Osservatorio delle Leggi sulle Droghe, diretto da Carla Rossi (1990).
Alle elezioni europee del 1999 si candida al Parlamento europeo nella circoscrizione Italia meridionale con la Lista Emma Bonino, dove ottiene il sorprendente risultato dell'8,5% dei voti, ed è stato eletto nelle sue file; ricandidato alle elezioni europee del 2004, non viene rieletto.
Nel 2004 è stato promotore e tra i fondatori di anticlericale.net, di cui è stato segretario (2004-2008) e dal 2009 presidente.
Alle elezioni politiche del 2006 è stato candidato alla Camera dei deputati, tra le liste della Rosa nel Pugno per la circoscrizione Lombardia 1 (Milano), dove viene eletto deputato; nell'occasione ha denunciato, con Marco Pannella, alcune presunte violazioni alla legalità commesse durante le elezioni.
Da settembre 2007 è cittadino anche della Repubblica Turca di Cipro Nord.
Dopo la caduta del secondo governo Prodi, alle elezioni politiche del 2008 è stato rieletto alla Camera dei deputati tra le liste del Partito Democratico, in seguito ad un accordo elettorale con la Lista Pannella per la circoscrizione Lombardia 3. Durante la XV Legislatura è stato per breve tempo presidente della X Commissione (Attività Produttive) della Camera dei Deputati.
Nel 2022 partecipa ad una conferenza di presentazione del libro "Il biennio nero" del gran maestro del Grande Oriente d'Italia Stefano Bisi, in cui si ricostruisce l'inchiesta giudiziaria del 1992-93 che aveva coinvolto la massima obbedienza massonica italiana (e conclusasi con un proscioglimento) dal punto di vista della massoneria stessa.

## Incarichi nel Partito Radicale
Nell'ambito del Partito Radicale, ha ricoperto diverse cariche elettive. È stato consigliere federale (1983-1988), vice tesoriere (1989-1994), vice presidente vicario del Senato del Partito Radicale (2005-2012), tesoriere (2005-2016), coordinatore della presidenza eletta dal 40º Congresso straordinario di Rebibbia (2016-2019). Durante l'ultima giornata del 41º Congresso del Partito Radicale viene candidato da Rita Bernardini alla carica di segretario nazionale e risulta eletto.
Per quanto riguarda le altre attività collegate al Partito Radicale, è stato tesoriere (1989-1991) e segretario (1992-1994)  del CORA, coordinamento radicale antiproibizionista e consigliere generale del Movimento dei Club Pannella-Riformatori (1994-1996).
Ha ricoperto l'incarico di tesoriere della Lega Internazionale Antiproibizionista (2004), dell'Associazione Luca Coscioni (2004-2008) e della Rosa nel Pugno (2006).

## Riconoscimenti
Il 13 maggio 2005 ha ricevuto dal Comité Laïcité République  il Prix international de la laïcité 2005 che gli è stato consegnato da Anne Hildago, all'epoca vicesindaco di Parigi.
Il 19 maggio 2007, durante il convegno e-privacy 2006, gli è stato consegnato il Premio Winston Smith – eroe della privacy, "per aver compiuto il primo atto legislativo volto alla difesa attiva e preventiva della privacy dei cittadini italiani".

## Saggi
- Maurizio Turco, Sergio D'Elia: Tortura democratica - inchiesta sulla Comunità del 41 bis reale, edizioni Marsilio, 2002, con prefazione di Marco Pannella.[7]
- Nel 2008 con Carlo Pontesilli ha collaborato al bestseller La questua - Quanto costa la Chiesa agli italiani di Curzio Maltese, giornalista del quotidiano La Repubblica.
- Maurizio Turco, Carlo Pontesilli e Gabriele Di Battista: Paradiso IOR - La banca Vaticana tra criminalità finanziaria e politica dalle origini al crack Monte dei Paschi, Castelvecchi editore, 2013, con postfazione di Marco Pannella.[8]
- Maurizio Turco e Laura Arconti: Marco Pannella, il Partito Radicale, la nonviolenza, reality book editore, 2016.